# Accadde una notte
Accadde una notte (It Happened One Night) è un film del 1934 co-prodotto e diretto da Frank Capra.
Il film fu il primo a vincere i cinque maggiori premi Oscar (Big Five): miglior film, regia, sceneggiatura, attore protagonista e attrice protagonista, successivamente vinti solo da Qualcuno volò sul nido del cuculo nel 1976 e da Il silenzio degli innocenti nel 1992.
Nel 1993 è stato inserito fra i film conservati nel National Film Registry della Biblioteca del Congresso degli Stati Uniti d'America. Nel 1998 l'American Film Institute l'ha inserito al trentacinquesimo posto della classifica dei migliori cento film statunitensi di tutti i tempi, mentre dieci anni dopo, nella lista aggiornata, è sceso al quarantaseiesimo posto. La medesima organizzazione lo ha collocato all'ottava posizione tra le migliori commedie americane di sempre.

## Trama

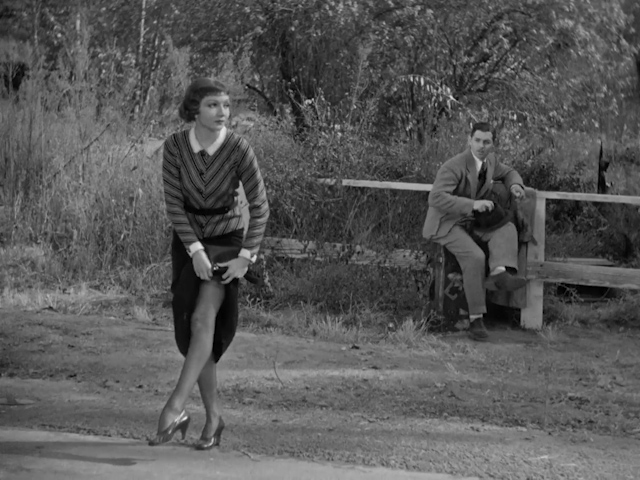
La celebre scena dell'autostop

La viziata ereditiera Ellie Andrews scappa dallo yacht del padre, a Miami, per raggiungere New York e sposare l'aviatore King Westley, disapprovato dall'apprensivo genitore, che lo considera solo un ambizioso arrampicatore sociale. Per non farsi trovare dagli uomini sguinzagliati alla sua ricerca, la ragazza sceglie di viaggiare in un pullman Greyhound, un modo che poco si adatta alla sua vita privilegiata e che la costringe a vedere da vicino gli effetti della grande depressione. Sullo stesso pullman viaggia il giornalista Pietro Warne, appena rimasto senza lavoro per il proprio comportamento inaffidabile, che la riconosce e decide di accompagnarla ed aiutarla in cambio di uno scoop esclusivo.
L'intimità a cui li costringe lo scomodo viaggio, durante il quale si devono far passare per marito e moglie e dormire nella stessa stanza di motel (ma con le "mura di Gerico", una coperta su una fune tesa, a dividerli), e la condivisione delle più diverse esperienze, sia negative (perdere il pullman, fare l'autostop, patire la fame) che positive (il fascino della vita sulla strada, per Ellie che si è sempre sentita chiusa in una gabbia dorata), li fa progressivamente avvicinare e conoscere a vicenda, finché, quando il viaggio sta ormai per concludersi, Ellie si rende conto di essersi innamorata di Pietro e glielo confessa. Pietro decide di sposarla e nottetempo va dal suo editore a farsi dare i soldi necessari ma, al ritorno, fora una gomma e non riesce a tornare in tempo. Ellie chiama il padre, che ha infine deciso di accettare le nozze della figlia con Westley, purché lei ritorni a casa.
Pietro, tornato da lei dopo essersi procurato un po' di soldi e non trovandola più dove l'aveva lasciata, pensa di essere stato sfruttato e ingannato. Lo sfortunato equivoco potrebbe essere decisivo se non fosse per l'intervento del padre di Ellie che, una volta incontrato Pietro e avendo capito che era innamorato di lei (Pietro aveva rifiutato la lauta ricompensa promessa dal padre per ritrovare la figlia, chiedendo una cifra infima a titolo di "rimborso spese"), la esorta a non rovinarsi la vita con un matrimonio sbagliato e a lasciar prevalere i suoi sentimenti. Ellie si convince solo sull'altare e abbandona Westley proprio al momento del "sì", per raggiungere Pietro e far crollare insieme le "mura di Gerico".

## Produzione
(Frank Capra)
Il film fu un clamoroso successo di pubblico, ma non ebbe una vita produttiva facile. Il copione, tratto da un racconto (Night Bus) apparso su Cosmopolitan, girò per un paio d'anni rifiutato da vari produttori perché le storie di traversate in autobus erano ritenute sgradite al pubblico. Le riprese durarono solo quattro settimane, per riuscire a rimanere in un budget limitato (circa 325 000 dollari, appena la metà di quello del film precedente di Capra, Signora per un giorno). Le riprese si svolsero in larga parte per strada, con largo margine di improvvisazione.
Diversi attori avevano rifiutato il copione prima che i ruoli fossero assegnati a Clark Gable e Claudette Colbert. Per lui si trattava di una sorta di punizione da parte della MGM, con cui era sotto contratto, che l'aveva prestato alla Columbia, per lei di un breve lavoro del quale, pur ottenendo il raddoppio dell'abituale compenso, si lamentò ogni singolo giorno delle riprese e alla cui conclusione affermò esplicitamente che si trattava del peggior film che avesse mai fatto. L'idea di dover lavorare insieme non li entusiasmava, malgrado il film fosse lanciato proprio con lo slogan "Insieme per la prima volta" ("Together for the first time"). Ma la loro reciproca ostilità venne abilmente sfruttata da Capra per dare maggiore credibilità e realismo ai personaggi e un piccolo film, così poco considerato, in cui nessuno credeva, regalò a entrambi l'unico premio Oscar della loro carriera.
Benché alla prima del febbraio 1934 i critici lo avessero accolto tiepidamente, il pubblico ne decretò il successo e l'anno successivo ottenne 5 Oscar. Accadde una notte è oggi considerata una delle più celebri commedie dell'età d'oro di Hollywood, gradevole ma anche arguta, che non rinuncia a note di intelligenza sociale (ricchi e poveri nel periodo della grande depressione). Oltre che un messaggio preciso contro la crisi economica del 1929, il film consacrò Gable come sex symbol maschile mostrandolo a torso nudo nella celebre scena in cui si toglie la camicia. L'effetto sul costume dell'epoca fu tale che nessuno, specialmente tra i giovani, volle più portare la canottiera, provocando un grave declino economico delle aziende del settore. Anche la Colbert ebbe comunque la sua scena-simbolo, quando per chiedere un passaggio in autostop anziché usare il pollice mostra la giarrettiera, bloccando all'istante un automobilista di passaggio.

## Distribuzione
Venne distribuito nelle sale statunitensi il 23 febbraio 1934, dopo la prima avvenuta il giorno precedente a New York. In Italia venne presentato alla 2ª edizione del festival di Venezia il 5 agosto 1934, e distribuito nei cinematografi a partire dall'11 dicembre 1934; venne ridistribuito ancora nel dopoguerra.

## Influenza
Accadde una notte presenta un misto di sottogeneri quali commedia sofisticata, quella svitata e quella di situazione, ed è di fatto anche il prototipo del film di viaggio ("on the road"), modello di una serie infinita di film che ne hanno replicato la struttura e i personaggi. Fra i tanti esempi, film esplicitamente ispirati ad Accadde una notte sono il remake Autostop (You Can't Run Away from It) (1956) di Dick Powell, Piovuta dal cielo (Forces of Nature) (1999) con Sandra Bullock e Ben Affleck e Balle Spaziali.

## Riconoscimenti
- 1935 - Premio Oscar
  - Miglior film alla Columbia Pictures
  - Migliore regia a Frank Capra
  - Miglior attore protagonista a Clark Gable
  - Miglior attrice protagonista a Claudette Colbert
  - Miglior sceneggiatura non originale a Robert Riskin

- 1934 - National Board of Review Awards
  - Miglior film
- 1934 - Festival di Venezia
  - Candidatura Coppa Mussolini a Frank Capra